# 拉西库尔
拉西库尔（法語：Lassicourt，法語發音：[lasikuʁ]）是法国奥布省的一个市镇，属于奥布河畔巴尔区。

## 地理
拉西库尔（48°26'34"N, 4°29'21"E）面积7.73 平方千米，位于法国大東部大區奥布省，该省份为法国中北部省份，北起马恩省，西接塞纳-马恩省，西南至约讷省，东南至科多尔省，东临上马恩省。
与拉西库尔接壤的市镇（或旧市镇、城区）包括：佩尔特莱布列讷、罗奈洛皮塔勒、圣克里斯托夫-多迪尼库尔、圣莱热苏布列讷。

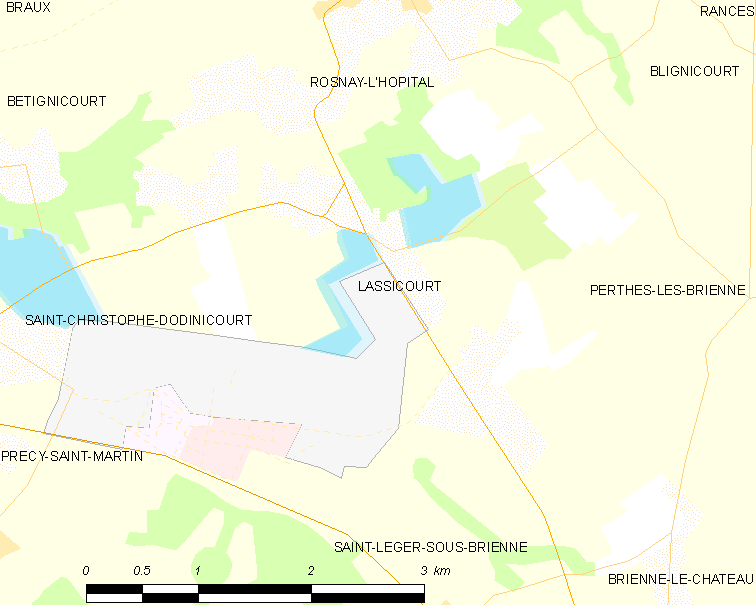
拉西库尔的OSM定位图

拉西库尔的时区为UTC+01:00、UTC+02:00（夏令时）。

## 行政
拉西库尔的邮政编码为10500，INSEE市镇编码为10189。

## 政治
拉西库尔所属的省级选区为布列讷堡县。

## 人口

1962-2008年间拉西库尔人口变化图示

拉西库尔于2022年1月1日时的人口数量为53人。